# Frontera entre Panamà i Costa Rica
La frontera entre Panamà i Costa Rica és un límit internacional continu de 330 quilòmetres de longitud que separa Costa Rica de Panamà. La frontera en el seu estat actual està demarcada pel Tractat Echandi-Fernández de 1941.

## Història

### L'uti possidetis iurisde 1810

Reclamacions de frontera fetes per Colòmbia, Costa Rica i la República Federal de Centreamèrica, segons l'uti possidetis iuris de 1810.

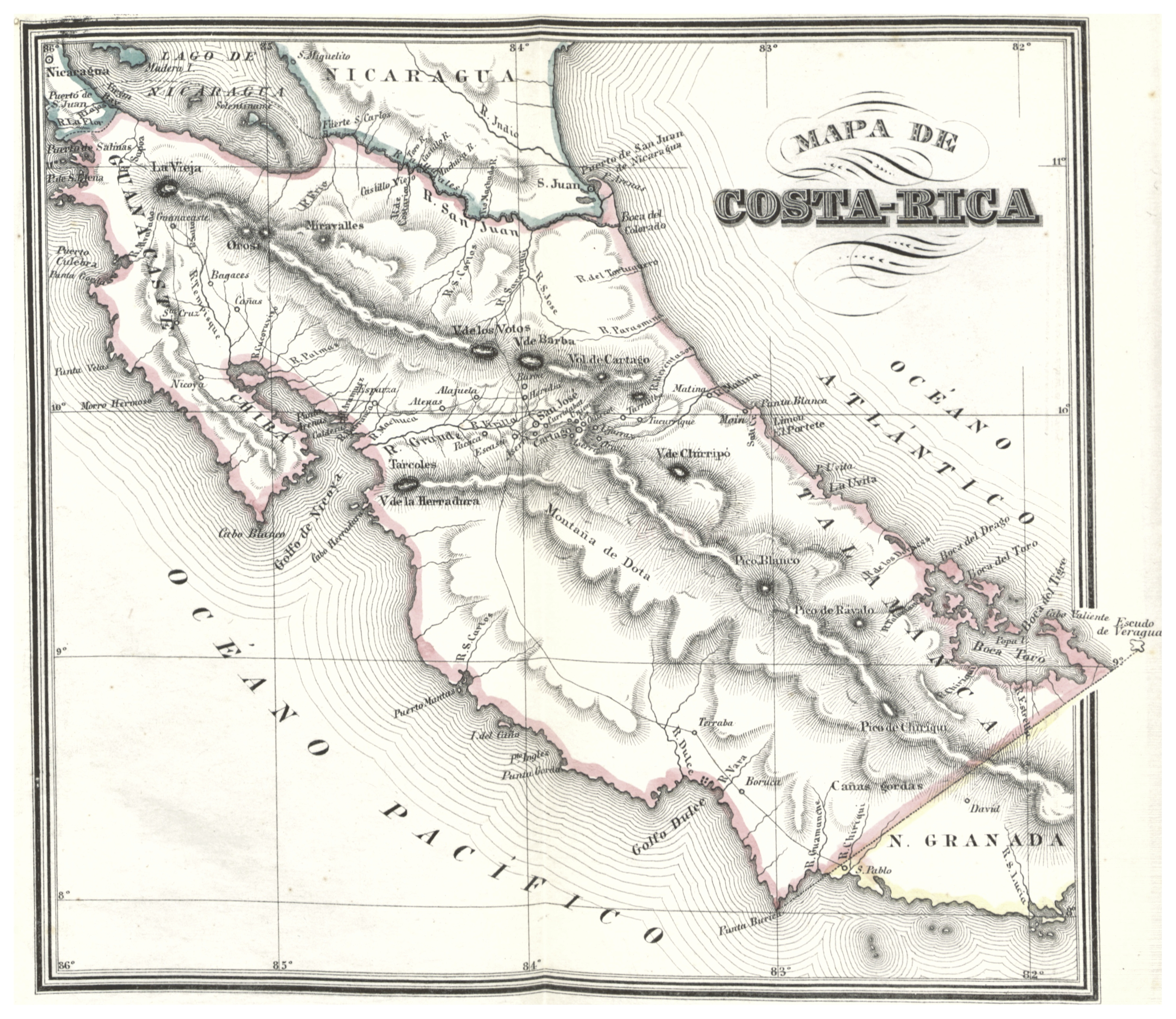
Mapa de Costa Rica en 1850, que incorpora com a part del seu territori Bocas del Toro.

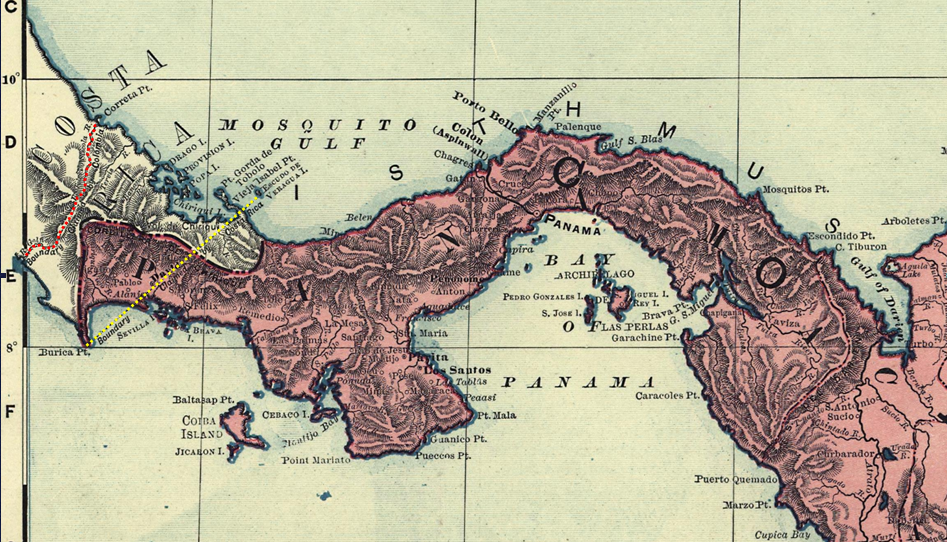
Detall de Panamá en 1898, i la frontera entre Panamà i Costa Rica (amb les reclamacions ressaltades).

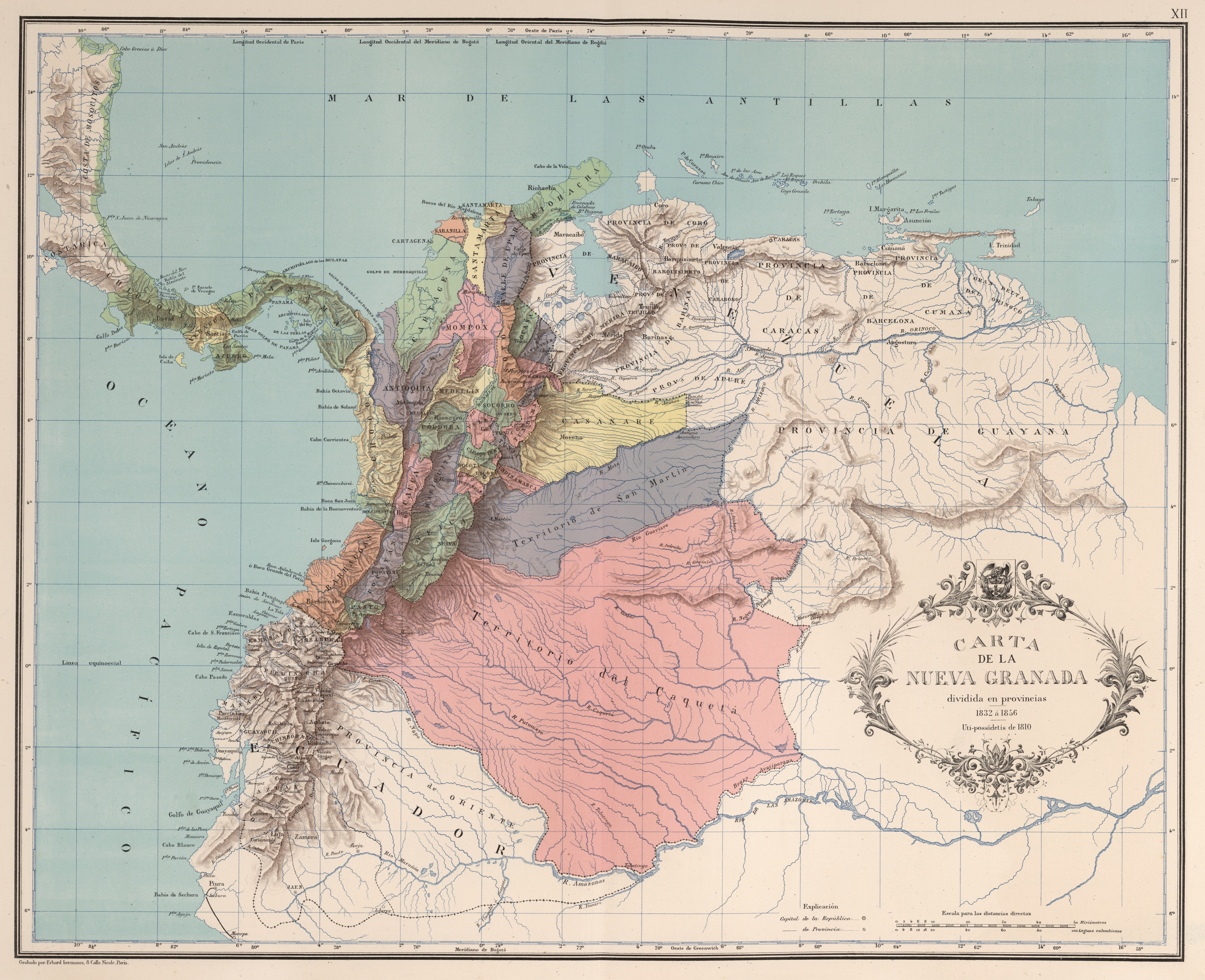
Mapa de la República de la Nova Granada en 1851, que inclou la Costa dels Mosquits.

La història fronterera entre Costa Rica i Panamà va començar en 1573, quan el rei Felip II d'Espanya va subscriure un contracte amb el capità Diego de Artieda per delimitar la llavors província de Costa Rica. En aquest contracte es va establir que aquesta província s'estenia "pel Pacífic, des dels Chomes i confinis de Nicoya, dret a les boques del Desaguadero (riu San Juan), tot el que corre la terra a la província de Veraguas". No obstant això els límits entre Veraguas i Costa Rica mai van ser establerts clarament (encara quan es va constituir més tard la Capitania General de Guatemala i la Reial Audiència de Panamà va ser traslladada al Virregnat del Perú), i aquests foren ajustats a conveniència dels dirigents de les províncies.
La disputa limítrofa en tant va iniciar en les acaballes de les independències hispanoamericana al segle XIX; en aquella època Costa Rica pertanyia a la República Federal de Centreamèrica, en tant Panamà a la Gran Colòmbia. Per mitjà del principi uti possidetis iuris, aplicat per gairebé totes les repúbliques hispanoamericanes en la resolució de conflictes fronterers, la Gran Colòmbia reclamava per a si amb base en una reial cèdula del 20 de novembre de 1803, en l'Atlàntic la Costa dels Mosquits des del riu Culebras -o Doraces- fins al cap Gracias a Dios (incloent per tant l'actual costa del Carib de Costa Rica), i en el Pacífic el golf Dulce, en tant la República Federal de Centre Amèrica amb base en una real cèdula del 1 de desembre de 1573 reclamava com a límit una línia que partia de l'illa Escudo de Veraguas en l'Atlàntic i acabava en la desembocadura del riu Chiriquí Viejo al Pacífic. Per la seva banda Costa Rica, en la seva constitució estadal de 1825, va declarar que el seu territori s'estenia nord-sud de "un a un altre mar, sent els seus límits en el del nord la boca del riu San Juan i l'Escut de Veraguas, i en el del sud la desembocadura del riu Alvarado i la del Chiriquí".
Per resoldre aquesta qüestió, en 1825 ambdues repúbliques van signar el Tractat Gual-Molina pel qual, mentre no es precisés oficialment ni s'arreglés el contrari, les dues nacions respectarien el statu quo en la possessió i administració dels seus territoris a la zona disputada. Amb això es donava a entendre que Centreamèrica ocuparia el territori que abans corresponia a la Capitania General de Guatemala, mentre la Gran Colòmbia el territori de l'abans Virregnat de Nova Granada.
Una vegada que la Gran Colòmbia es va desintegrar, van sorgir les discrepàncies limítrofes entre la República de la Nova Granada (que va succeir com a país fronterer a la Gran Colòmbia) i República Federal de Centreamèrica. En aquests anys la frontera que Centreamèrica reclamava com a seva anava des del riu San Juan fins a l'illa Escudo de Veraguas al Carib, mentre en el Pacífic reivindicava una línia recta que començava a Escudo de Veraguas i acabava a la punta Burica. La Nova Granada, en tant, reclamava com a seus els territoris de Bocas del Toro, la Costa dels Mosquits i tot el litoral costaner fins al cap Gracias a Dios, a l'Atlàntic; en el Pacífic reclamava les terres fins al riu Golfito.

### Seglexix

Frontera segons el Tractat Carrillo-Obarrio (1841).

Frontera segons el Tractat Calvo-Herrán (1856).

El 30 de maig de 1836 Centreamèrica, tement la creixent influència anglesa en el protectorat de la Nació Miskita, va proclamar que l'arxipèlag de Bocas del Toro estava sota la seva jurisdicció i va enviar com a emissari a l'explorador Juan Galindo perquè prengués possessió de les illes amb el nom de "districte de Morazán". La Nova Magrana, després d'assabentar-se del fet, va manar una força armada liderada per l'espanyol Ildefonso de Paredes que va ocupar la regió de Bocas del Toro el 18 de desembre d'aquest any i en va expulsar les autoritats de la República Federal de Centreamèrica. Per reafirmar la seva sobirania a la zona la Nova Granada va crear el cantó de Bocas del Toro en 1837 (que va adquirir la categoria de territori nacional en 1843), en tant Costa Rica va demanar ajuda als altres estats centreamericans per recuperar la regió, però aquests no van poder atorgar-la-hi per trobar-se enmig d'una intensa inestabilitat política. Aquest fet es va convertir en un dels motius de la separació de Costa Rica de la federació centreamericana un any després.
Després de la independència de l'Estat de Costa Rica de la República Centrramericana en 1838 i del Estat de l'Istme de la Nova Granada en 1840, tots dos governs es van plantejar solucionar les seves diferències limítrofes. D'aquesta manera el 22 de setembre de 1841 es va signar el Tractat Carrillo-Obarrio, en el qual Costa Rica reconeixia l'Estat de l'Istme com una nació independent de la República de la Nova Granada, en tant tenia el dret de reclamar Bocas del Toro i fixar la frontera de tots dos països en una línia entre l'illa Escudo de Veraguas i la desembocadura del riu Chiriquí Viejo. Si bé Panamà va aprovar aviat el tractat, Costa Rica va demorar un any més a sancionar-lo, però com l'Istme havia estat reincorporat en 1842, va quedar anul·lat.
En 1856 es va fer el primer intent oficial de resoldre la qüestió de límits entre Costa Rica i la Nova Granada. L'11 de juny d'aquest any es va celebrar el Tractat Calvo-Herrán, el qual confirmava el statu quo de 1836 i establia com a frontera pel vessant del Pacífic la punta Burica i per l'Atlàntic el riu Doraces, renunciant Costa Rica a la seva reclamació de la línia Chiriquí Viejo-Escudo de Veraguas i la Nova Granada a la seva reclamació sobre la Costa dels Mosquits i el riu Golfito. No obstant això l'acord no va ser ratificat per la impossibilitat de determinar el veritable curs del Doraces.

Frontera segons el Tractat Castro-Valenzuela (1865).

Frontera segons el Tractat Montúfar-Correoso (1873).

En 1865 es va realitzar un altre acord, aquesta vegada entre els Estats Units de Colòmbia (successor de la Nova Granada) i la República de Costa Rica. Després de tres sessions, el 30 de març de l'esmentat any es va arribar a la signatura del Tractat Castro-Valenzuela, que en termes generals definia la frontera des de punta Burica en el Pacífic fins a la desembocadura del ric Canyar en el golf dels Mosquits, passant per la cresta de la Regió muntanyenca de Tabasará. El tractat va ser rebutjat per l'opinió pública d'ambdós països, doncs a Costa Rica es considerava com un intent d'annexió per part de Colòmbia, en tant en aquest últim es veia com un despreniment de territoris històrics a canvi que a Costa Rica s'adoptessin principis afins a la constitució de 1863.
Després diverses actuacions d'autoritats colombianes ocorregudes al maig de 1870 a la regió del golf Dolç i els rius Sixaola i Changuinola, zones que Costa Rica considerava com a part del seu territori, es van realitzar alguns intercanvis de notes de protestes entre el govern d'aquest país i el del Estat Sobirà de Panamà demanant el respecte al statu quo i el retir de les autoritats d'una o una altra nació. Després d'això es va enviar un comunicat entre el govern costariqueny i el colombià amb la finalitat de realitzar un acord definitiu de límits entre tots dos països i evitar confrotanciones com l'abans esmentada. Com a resultat d'aquestes negociacions es va signar a l'abril de 1873 el Tractat Montúfar-Correoso, que delimitava els territoris entre punta Burica, la Regió muntanyenca de Tabasará i la badia de l'Almirall, i que no va ser ratificat per cap dels dos governs.
A causa de la forta inestabilitat política que es venia presentant a la regió i a la poca eficiència per delimitar la frontera comuna, Colòmbia i Costa Rica van signar els convenis Castro-Quijano en 1880, Fernández-Holguín en 1886 i Esquivel-Holguín en 1896 amb la finalitat d'establir el mecanisme convenient per demarcar la línia limítrofa. En la Convenció Castro-Quijano de 1880 es va escollir com a mètode definitiu el arbitratge d'un tercer, el qual podria ser el Cap d'Estat de Bèlgica, Espanya o Argentina; en la Convenció Fernández-Holguín de 1886 es va escollir al monarca espanyol com a mediador. La corona espanyola va acceptar l'arbitratge, però la mort de Alfons XII en 1885 i la participació del govern espanyol en un dictamen similar entre Colòmbia i Veneçuela va fer sorgir en la missió colombiana alguns dubtes sobre si es continuava el procés. Colòmbia va estimar que no podia concretar-se l'arbitratge i el govern espanyol es va considerar llavors deslligat del compromís.
En 1896 Colòmbia i Costa Rica van signar la Convenció Esquivel-Holguín en la qual van nomenar com a àrbitre al president de França. Com a advocat de Colòmbia va actuar Francisco Silvela i com a advocat de Costa Rica Manuel María de Peralta y Alfaro. Per mort del president Félix Faure, la funció arbitral va recaure en el seu successor, Émile Loubet.

### Segle XX

Frontera segons el Fallo Loubet (1900).

Frontera segons el Tractat Pacheco-de la Guardia (1905).

L'11 de setembre de 1900 el president francès va dictaminar el Fallo Loubet, que definia com a frontera el territori comprès entre punta Mico, els rius Sixaola i Tarire, la Serralada de Talamanca, les estribaciones que separen les aigües que van al golf Dulce i al riu Chiriquí Viejo i punta Burica, i que ratificava la sobirania colombiana sobre el arxipèlag de Sant Andrés i Providència i de l'illa de Malpelo. La línia de Loubet no va satisfer les pretensions de cap de les dues parts i pel que sembla havia estat formulada amb l'ànim d'arribar a una solució intermèdia entre ambdues, si ben aquest no havia estat l'objecte de l'arbitratge. A més, en el vessant del Carib la línia era molt imprecisa, i segons com s'interpretés, podia fins i tot portar a una eventual nul·litat de la fallada per estar viciat d'ultra petita, doncs identificava els rius Tarire i Sixaola com un solament, quan en la realitat aquest últim està format per la unió del Tarire amb el Yorkín, i en referir-se en el seu text a la vall d'aquest riu (el qual es correspon amb l'actual cantó de Talamanca a Costa Rica) abastaria un territori que Colòmbia no demanava.
A causa que en aquell moment Colòmbia sofria la Guerra dels Mil Dies, que va deixar en la ruïna al país, no va ser possible fins a 1901 que els governs de tots dos països entressin en comunicació per a l'execució del laude, labor que no va poder ser realitzada causa de la guerra civil que va sorgir de nou els ànims separatistes del departament del Panamà, aconseguint la seva total separació de Colòmbia el 3 de novembre de 1903.
Una vegada reconegudes Panamà i Costa Rica mútuament com a frontereres, en 1905 van signar el 6 de març d'aquest any el Tractat Pacheco-de la Guardia, que plantejava com a solució una línia intermèdia entre les pretensions de tots dos països, però que va ser rebutjat per l'executiu costarricense. Com el problema es va mantenir sense solució, l'any de 1910 els governs d'ambdues nacions van signar la Convenció Anderson-Porras mitjançant la qual van acceptar la frontera traçada pel Fallo Loubet en el vessant del Pacífic (línia Anderson-Porras) i van acordar sotmetre la interpretació de la delimitació en el vessant del Carib a l'arbitratge del president de la Cort Suprema de Justícia dels Estats Units. Aquest va resoldre l'assumpte en 1914 mitjançant el Fallo White, que definia en gran parteix la frontera en la seva part nord i el qual va ser objectat per Panamà per considerar que perdia territoris al voltant del riu Sixaola.

Frontera segons el Fallo White (1914).

Frontera segons el Tractat Echandi-Fernández (1941).

Després de la promulgació de la Fallo White, Costa Rica va decidir executar les disposicions de la sentència arbitral ocupant la regió de Coto. Aquesta acció va causar molèstia a Panamà que va produir primer el trencament de les relacions diplomàtiques entre tots dos països i després va donar inici el 21 de febrer de 1921 a la guerra tico-panamenya coneguda com a Guerra de Coto. En 1928 es va subscriure el Protocol Castro-Guizado, que va ser rebutjat tant per l'opinió pública costarricense com la panamenya. En 1938 va ser signat el Tractat Zúñiga-de la Espriella que en la seva major part definia una frontera similar a l'actual, però deixava en dubte el traçat sobre el vessant Carib, en particular la regió propera al riu Sixaloa.
Finalment el 2 de maig de 1941 es va aconseguir signar el Tractat Echandi-Fernández, que va demarcar definitivament la frontera entre Costa Rica i Panamà. Aquest acord va adoptar per al vessant del Oceà Pacífic, des de punta Burica fins a turó Pando, la frontera definida pel Fallo Loubet de 1900 (línia Anderson-Porras), i per al vessant del Carib, des de turó Pando fins a la desembocadura del riu Sixaola, part de la línia fixada en el Fallo White de 1914.

## Descripció

### Terrestre

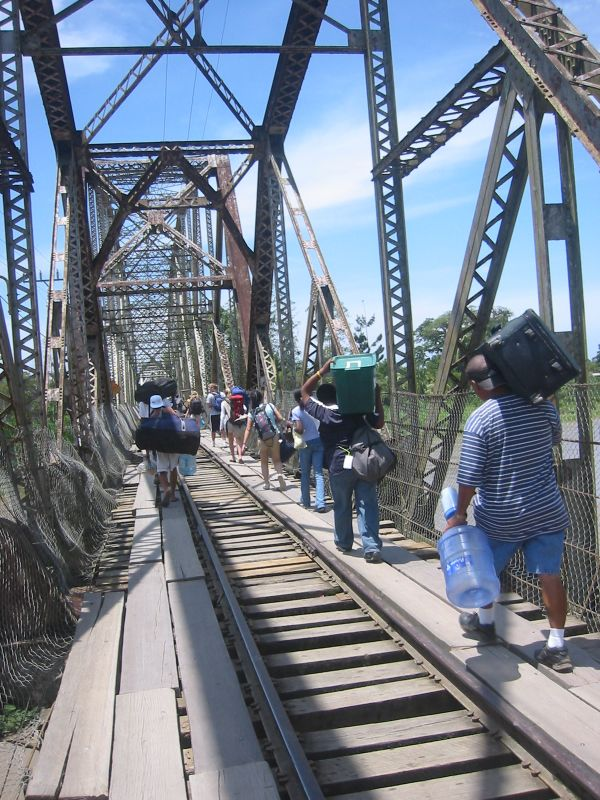
Pont sobre el riu Sixaola, pas fronterer entre Panamà i Costa Rica.

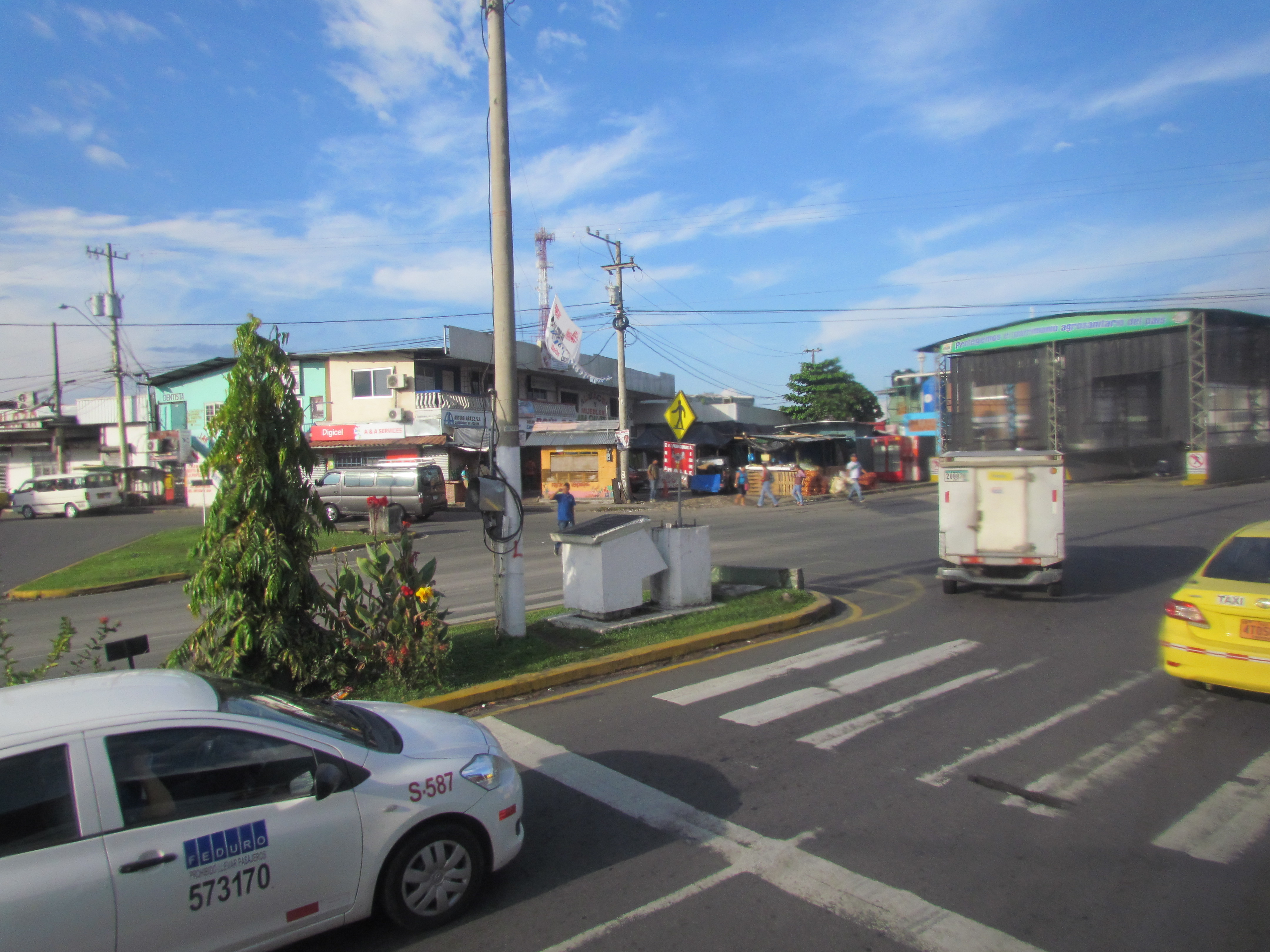
Paso Canoas, localitat fronterera entre Panamà i Costa Rica, vista des del costat panameny.

La frontera entre tots dos països consisteix en un llarg i trencadís tros que discorre entre tres zones: la costa costanera del Pacífic, la Serralada Centreamericana i la zona costanera del Carib. Mitjançant el Tractat Echandi-Fernández de 1941 va ser demarcada la frontera actual, definida pels següents punts:
| « | - Inicia en la boca del riu Sixaola al mar Carib, seguint pel tàlveg d'aquest riu fins a la seva afluència en el riu Yorkín. - Des d'aquí contínua riu amunt per la part baixa de la vall del riu fins a arribar al paral·lel en la longitud 9° 30' nord. - Després continua en línia recta cap al meridià en la longitud 82° 56' 10" oest. - A partir d'allí contínua al sud, al llarg d'aquest meridià, fins al cim de la Serralada de Talamanca, que separa les aigües del Carib de les aigües del Pacífic. - Segueix aquesta serralada fins a turó Pando, on es troba amb el contrafort que divideix les aigües dels tributaris del golf Dulce i la badia de Charco Azul. - D'aquí segueix el contrafort fins a arribar al final de punta Burica en l'Oceà Pacífic. | » |

### Marítima
Les fronteres marítimes en tots dos oceans es van delimitar per mitjà del tractat signat el 2 de febrer de 1980 a través dels ministres de relacions exteriors de Costa Rica, Rafael Ángel Calderón Fournier, i de Panamà, Carlos Ozores Typaldos. L'acord delimita la part corresponent al mar Carib com segueix:
| « | - La línia mitjana en la qual tots els punts són equidistants dels punts més propers a les línies de base, des d'on cada nació mesura l'amplària de la seva mar territorial, començant des del punt en el qual la frontera terrestre toca el mar en la desembocadura del riu Sixaola (09° 34′ 16″ N, 82° 34′ 00″ O / 9.57111°N,82.56667°O) fins al punt situat a 10° 49′ 00″ N, 81° 26′ 08″ O / 10.81667°N,81.43556°O, on els límits de Costa Rica, Colòmbia i Panamà s'intersequen. | » |

La delimitació corresponent a l'oceà Pacífic és:
| « | - La línia mitjana en la qual tots els punts són equidistants dels punts més propers a les línies de base, des d'on cada nació mesura l'amplària de la seva mar territorial, començant des del punt en el qual la frontera terrestre toca el mar en la punta Burica fins al punt situat a 05° 00′ 00″ N, 84° 19′ 00″ O / 5.00000°N,84.31667°O, on els límits de Costa Rica, Colòmbia i Panamà s'intersequen. | » |